# Eisenbahnunfall von Banha (1931)
Der Eisenbahnunfall von Banha war eine Brandkatastrophe, die sich am 29. April 1931 in einem fahrenden Zug bei Banha, Ägypten, ereignete. 46 Menschen starben.

## Unfallhergang
Ein Zug von Alexandria nach Kairo war anlässlich eines Feiertages voll besetzt. Er führte deswegen zusätzlich auch Wagen älterer Bauart mit Holzaufbauten mit. Noch vor dem Bahnhof Banha geriet der letzte Wagen in Brand. Das Feuer, vermutlich von Reisenden verursacht, griff schnell auf die beiden davor laufenden Wagen 3. Klasse über. Das Lokomotivpersonal bemerkte den Brand nicht und fuhr weiter, wodurch dieser durch den Fahrtwind zusätzlich angefacht wurde. Erst einem Signalposten gelang es, das Lokomotivpersonal auf die Katastrophe aufmerksam zu machen.
Viele Menschen starben, als sie aus dem fahrenden Zug sprangen. Als der Zug im Bahnhof Banha hielt, war der Brand bereits so weit fortgeschritten, dass seitens des örtlichen Personals keine Hilfe mehr geleistet werden konnte. Auch die die Strecke begleitende Telefon- und Telegrafenleitung war durch das Feuer beschädigt worden, was es erschwerte, auswärtige Hilfe anzufordern.

## Folgen
46 Menschen starben, 10 davon Kinder, 41 Menschen wurden verletzt.